# Nécropole nationale du Sourd
Pour un article plus général, voir Sites funéraires et mémoriels de la Première Guerre mondiale (Front Ouest).
La nécropole nationale française du Sourd et le Cimetière militaire allemand du Sourd sont un cimetière militaire de la Première Guerre mondiale situé sur le territoire de la commune de Lemé dans le département de l'Aisne en région Hauts-de-France.

## Localisation
La nécropole se situe au bord de la D773 venant de Colonfay pour rejoindre la D26 reliant Sains-Richaumont à Marly-Gomont en passant par Le Sourd. Son nom est dû à la proximité de la commune du Sourd à 1,7 km, mais le cimetière se situe sur le territoire de la commune de Lemé d'où parfois la dénomination « Lemé le Sourd »

## Historique
La nécropole nationale du Sourd a été d'abord aménagé en 1916 par l'armée allemande pour en faire son cimetière militaire. Après la guerre, l'État français décide de regrouper dans le cimetière militaire allemand entre 1934 et 1936, toutes les dépouilles de soldats morts inhumés dans les carrés militaires des cimetières communaux de l’Aisne, tombés lors de la bataille de Guise et bataille de la ligne Hindenburg.

## Caractéristiques
La nécropole nationale rassemble, sur une superficie de 0,766 ha, les corps de 1 386 soldats dont 1 383 combattants tués pendant la Grande Guerre et 3 combattants tués au cours de la Seconde Guerre mondiale. 862 reposent dans des sépultures individuelles et 571 dans des sépultures collectives ou ossuaires pour la Grande Guerre,.
La nécropole nationale regroupe également les corps de soldats de trois nationalité différentes : 25 russes, 2 italiens et 1 roumains. Elle compte également 2 victimes civiles françaises.

## Galerie

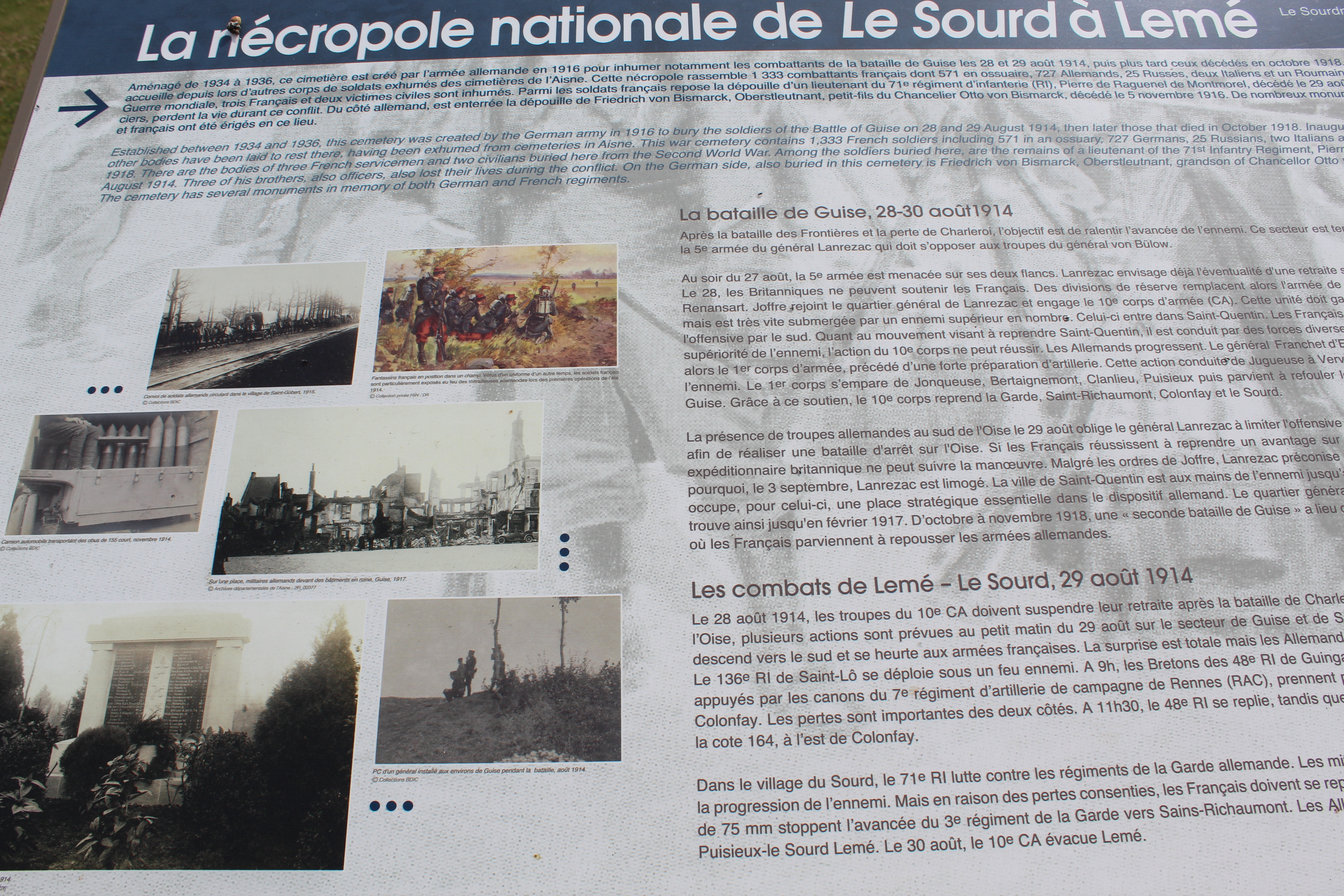
Panneau d'informations.
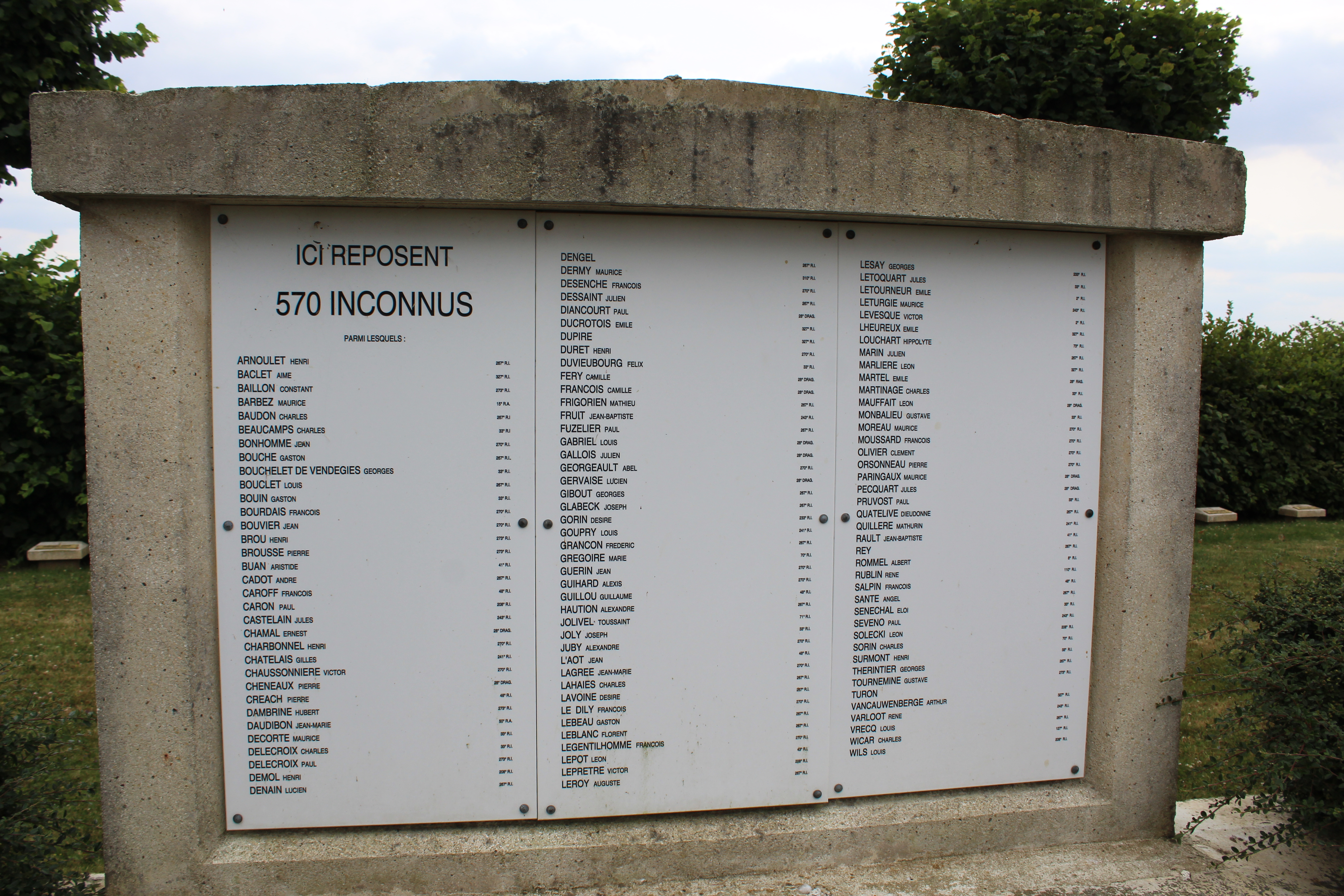
Fosse commune qui renferme les corps de 570 soldats français.
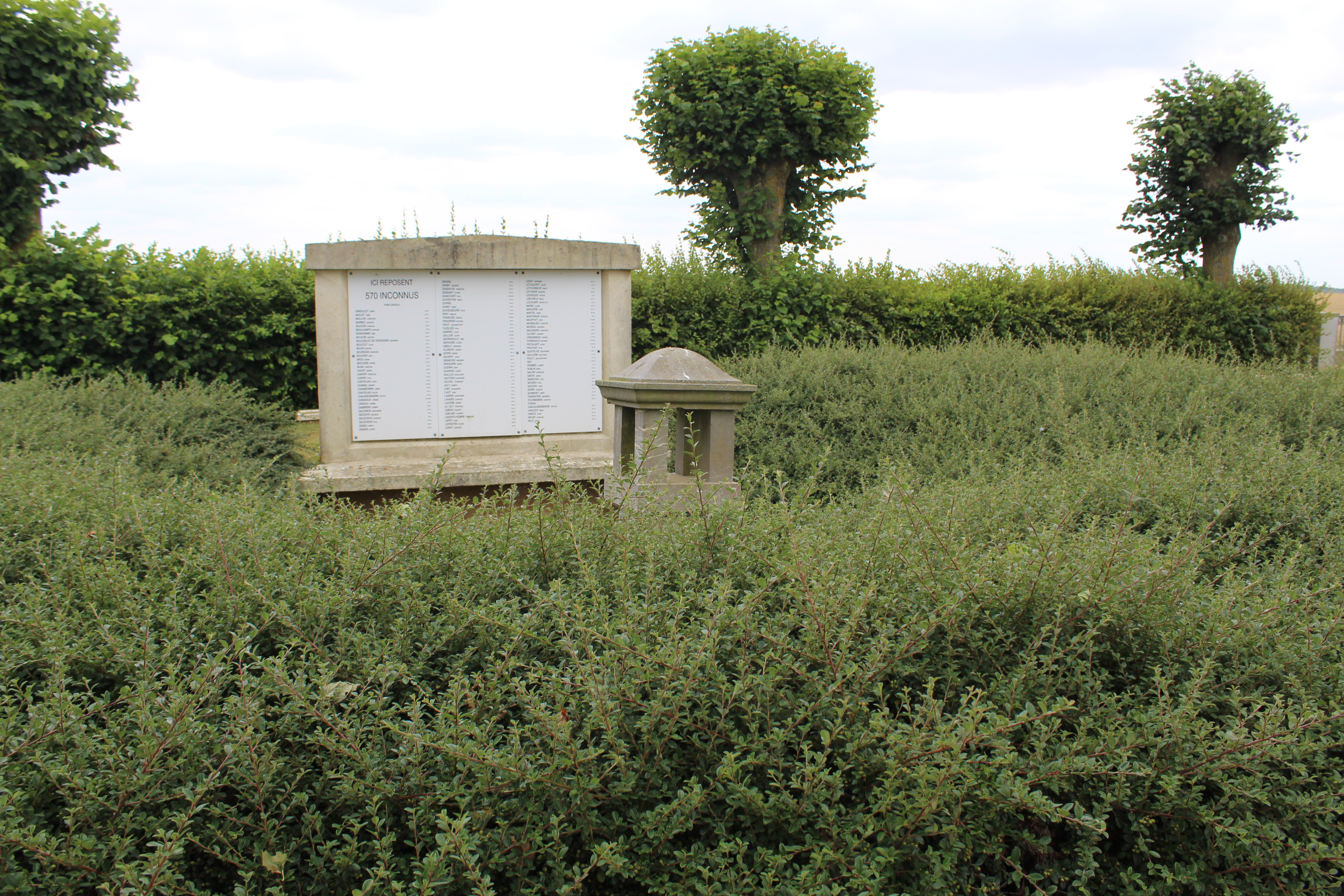
Nom de la centaine de soldats  reposant dans ce lieu dont les noms sont connus.
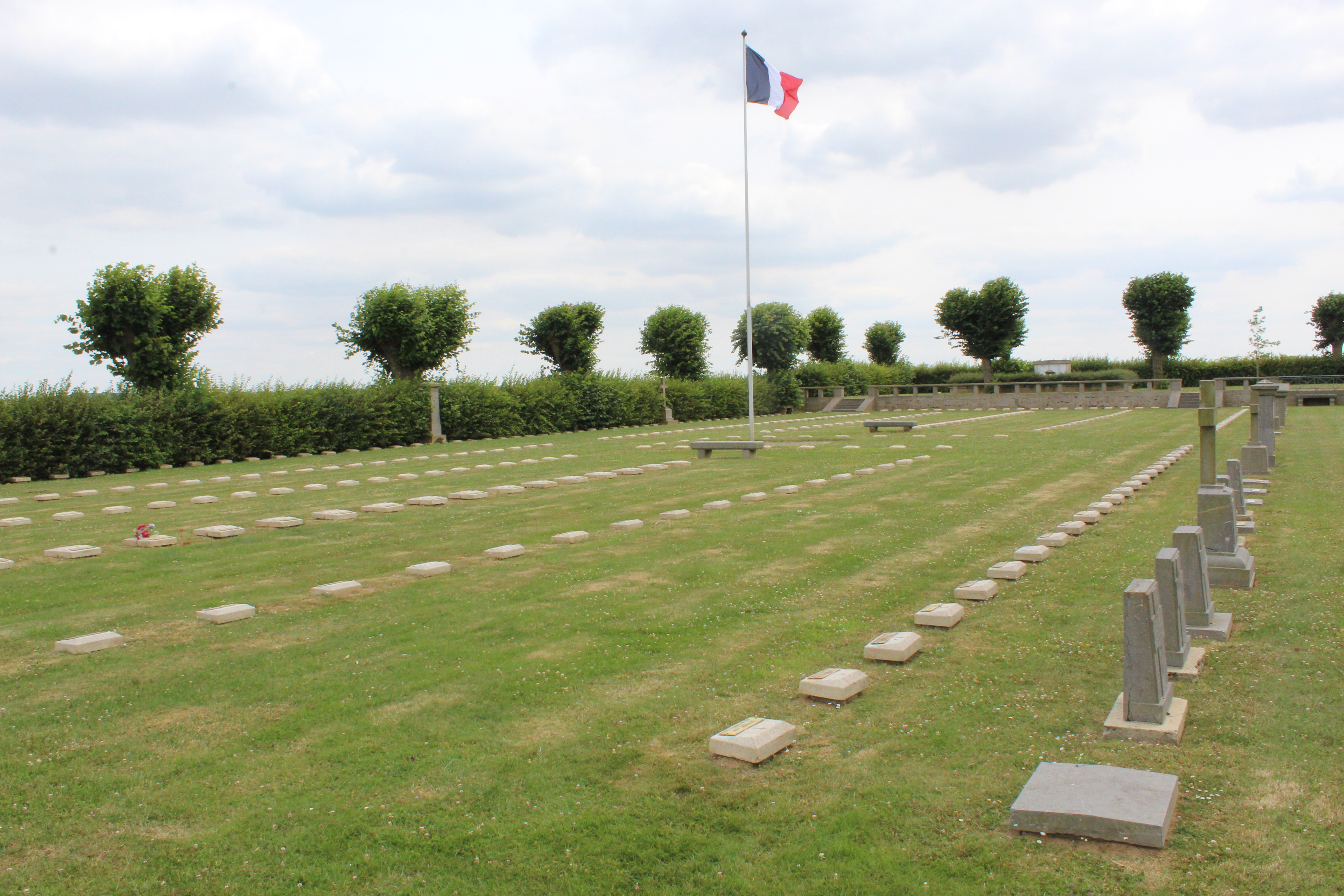
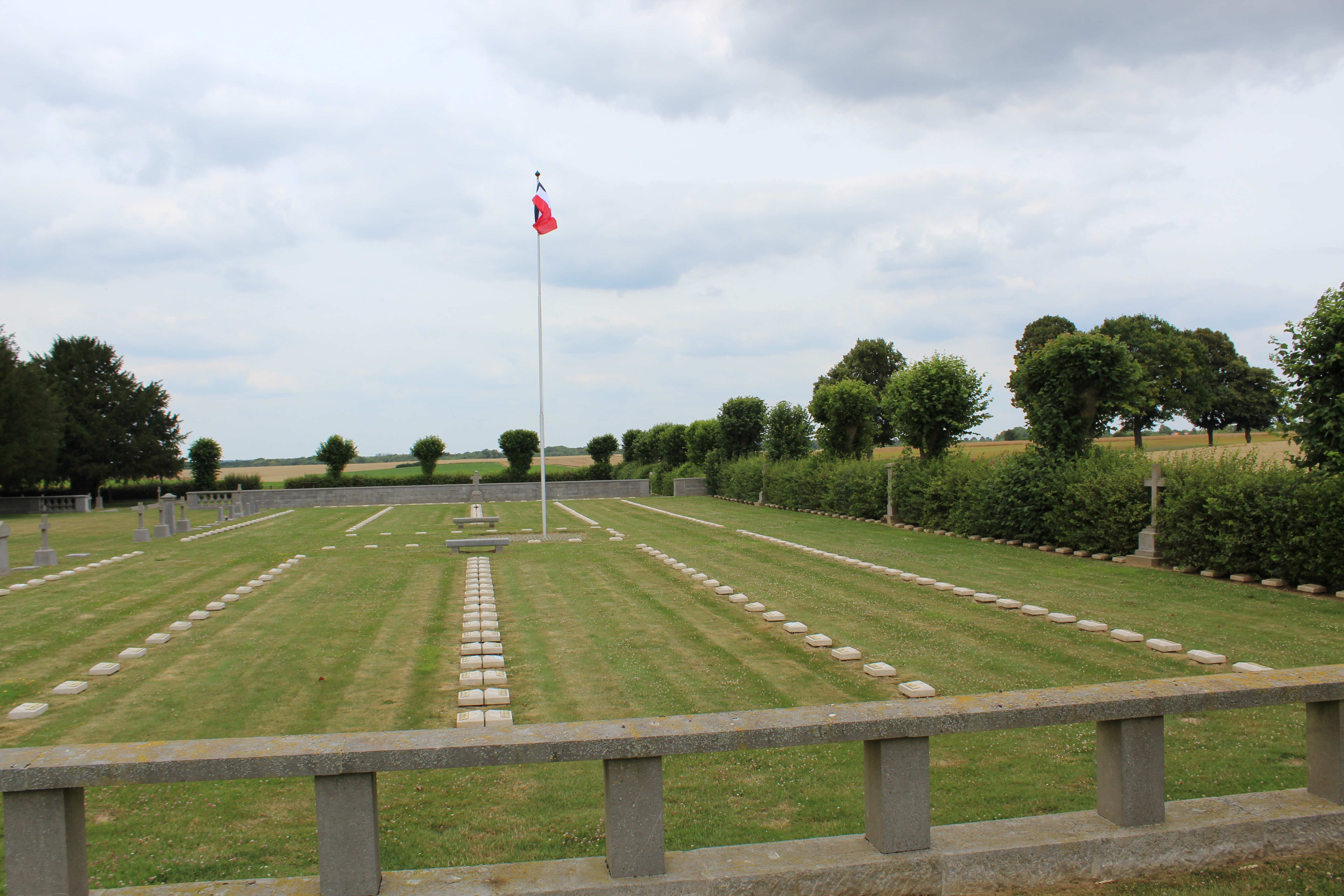
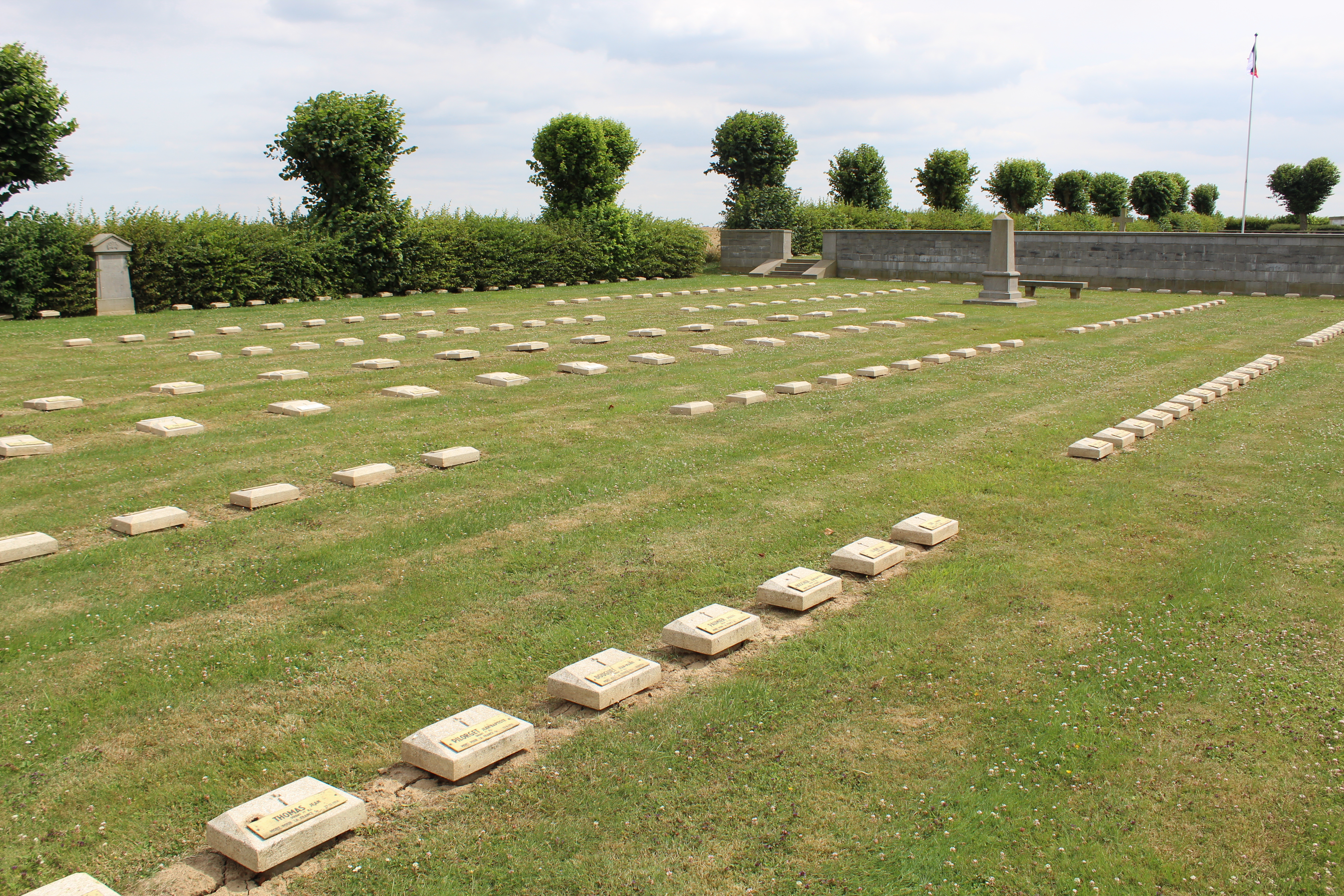
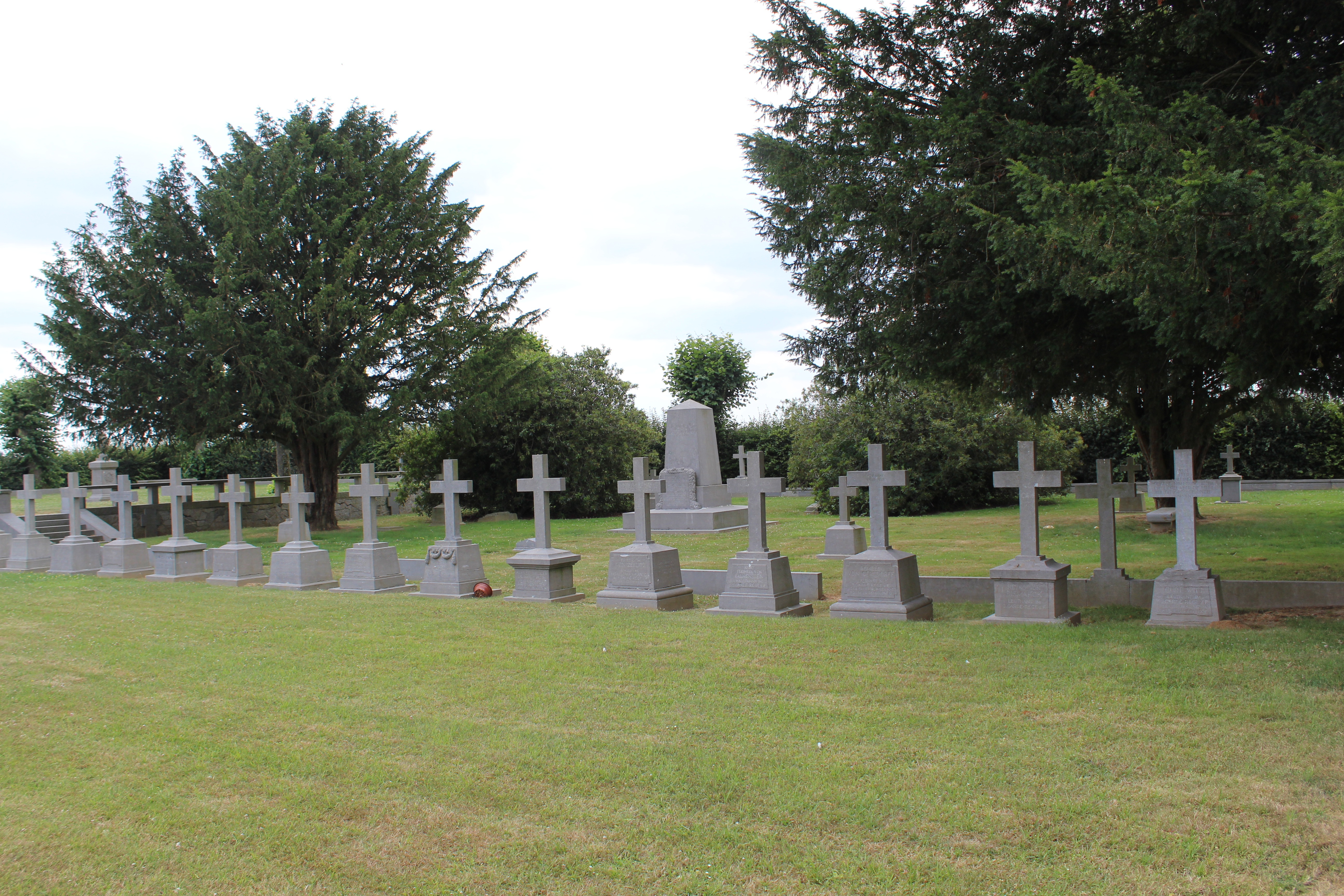
Cimetière allemand.